# ریچارد کامبرلند (نمایشنامه‌نویس)
ریچارد کامبرلند (۱۷۳۱/۰۲/۱۹ - ۱۸۱۱/۰۵/۰۷) نمایشنامه نویس و کارمند دولت انگلیس بود. در سال ۱۷۷۱ برای نخستین بار نمایش موفق وی با عنوان ￼￼"هند غربی " روی صحنه رفت. در طول جنگ استقلال آمریکا او به عنوان مذاکره‌کننده ای مخفی با اسپانیا تلاش خود را برای رسیدن به توافق صلح بین دو ملت انجام داد. وی همچنین یک مجله انتقادی کوتاه مدت به نام "مروری بر لندن(١٨٠٩) " را ویرایش کرد. نمایشنامه‌های او اغلب بخاطر ترسیم دلسوزانه شخصیت‌هایی که عموماً در حاشیه جامعه تلقی می‌شوند، به خاطر سپرده می‌شود.
.

## جوانی و تحصیل
دوران جوانی و تحصیل ریچارد کامبرلند در ۱۹ فوریه ۱۷۳۱ در لژ استاد در کالج ترینیتی، کمبریج متولد شد. پدرش کشیش بود، دنیسون کامبرلند، که به صورت متوالی اسقف کلیسای کلونفرت و اسقف کلیسای کیلمور شد و بواسطه پدربزرگ مشهورش ریچارد کامبرلند، فیلسوف و اسقف کلیسای پیتبورو بود. مادر او یوهانا بنتلی، کوچکترین دختر جوانا برنارد و محقق پیرو سبک‌های باستانی ریچارد بنتلی، استاد کهنه‌کار کالج ترینیتی بود. او به عنوان قهرمان شعر کوتاه جان بیروم، کوهن و فوئب شناخته شده بود. خواهر کوچک کامبرلند، مری، بعدها به عنوان شاعر مری آلکاک شناخته شد. پدربزرگ بسیار مشهور شاولیور سنت جان، یکی از سیاستمداران بود.
کامبرلند در مدرسه دستور زبان در بوری سنت ادموندز تحصیل کرد. او بعدها گفت که، هنگامی که مدیر آرتور کینزمن به بنتلی گفت که از نوه خود یک دانشمند به همان اندازه خوب و منحصر به فرد بسازد ، بنتلی پاسخ داد: "اوه، آرتور، چطور می‌تواند این اتفاق بیفتد، در حالی که من بیشتر آنچه می‌دانستم را فراموش کرده‌ام؟" در سال ۱۷۴۴ کامبرلند به مدرسه معتبر وست مینستر، تحت نظارت دکتر نیکل، به عنوان مدیر مدرسه ، منتقل شد. در بین هم دوره‌هایش در وست مینستر، وارن هستینگ، جورج کلمن، چارلز چرچیل و ویلیام کاوپر هم بودند. در چهارده سالگی، کامبرلند به کالج ترینیتی کمبریج، جایی که در ۱۷۵۰ او مدرک خودش را به عنوان مخاصم دهم گرفت. در ابتدای نوشتن، او تحت تأثیر ادموند اسپنسر قرار گرفت. اولین اثر نمایشی او به عنوان یک نمونه بعد از الفریدای ویلیام ماسون شناخته شد به اسم کاراکاتوس.

## فعالیت سیاسی و دیپلماتیک
او برای کمک هزینه تحصیلی خود را در ترینیتی شروع به خواندن کرد، زمانی که ارل از هالیفاکس که به عنوان رئیس هیئت بازرگانی در دولت دوک نیوکاسل به او پستی به عنوان منشی خصوصی را پیشنهاد کرد. خانواده کامبرلند او را متقاعد کردند که قبول کند و او پس از انتخابات به عنوان همکار به پست خود بازگشت. زمانی برای پیگیری‌های ادبی، که شامل یک شعر در بیت خالی در مورد هند بود، پیدا کرد.
کامبرلند پس از انتصاب از طریق لرد هالیفاکس به عنوان "عامل تاج برای نوا اسکوشیا "، هنگامی که در سال ۱۷۵۹ با دختر خالهٔ خود الیزابت ریج ازدواج کرد، از مشاغل خود استعفا داد.
در سال ۱۷۶۱ کامبرلند لرد هالیفاکس، حامی خود را تا انگلستان همراهی کرد.
هالیفاکس که به عنوان لرد ستوان ایرلند و کامبرلند به عنوان دبیر اولستر منصوب شده بود. به وی پیشنهاد بارونت داده شد که او این کار را رد کرد. وقتی در سال ۱۷۶۲ هالیفاکس منشی شمالی شد، کامبرلند تقاضای پست معاون دبیرخانه را داد، اما فقط می‌توانست پست منشی گزارش‌های کم اعتبار را در هیئت تجارت تحت نظارت لرد هیلزبورو بدست آورد.
هنگامی که لرد جورج ژرمن در سال ۱۷۷۵ به ریاست رسید، کامبرلند به عنوان دبیر هیئت بازرگانی و مزارع منصوب شد، پستی که او تا زمان منسوخ شدن اصلاحات ادموند بورک در ۱۷۸۲ عهده‌دار بود.

### مأموریت به مادرید
در سال ۱۷۸۰، وی برای مذاکره بر سر توافق‌نامه صلح جداگانه در طول جنگ استقلال آمریکا در تلاش برای تضعیف ائتلاف ضد انگلیس، به یک مأموریت محرمانه به اسپانیا اعزام شد. گرچه از طرف شاه چارلز سوم اسپانیا و وزیر وی، عنوان پیشگام فلوریدابلانکا را دریافت کرد، اما این سؤال که کدام کشور بر جبل الطارق سلطه خواهد داشت مانع از حل و فصل شد. کامبرلند که در سال ۱۷۸۱ توسط دولت فراخوانده شد، از بازپرداخت هزینه‌های خود خودداری کرد، اگرچه پیش پرداخت او ناکافی بود. او ۴۵۰۰ پوند از دست داد و هرگز پول خود را دریافت نکرد. بلافاصله پس از این، کامبرلند دفتر خود را در اصلاحات بورک از دست داد و با کمک کمتر از نیمی از حقوق بازنشسته شد. در سال ۱۷۸۵ او دفاعیه ای از رئیس سابق خود، شخصیت لرد فقید ویسکونت ساکویل نوشت.
وی در تونبریج ولز اقامت گزید. اما در آخرین سالهای زندگی خود بیشتر در لندن زندگی می‌کرد و در آنجا درگذشت. او در وست مینستر آبی پس از سخنرانی توسط دوست خود دین وینسنت به خاک سپرده شد.

## فعالیت نویسندگی
گر چه کامبرلند بسیار نوشته‌است اما بیشتر بخاطر نمایشنامه‌ها و خاطراتش از او به یادگار مانده‌است. وجود خاطرات او عمدتاً به خاطر دوست او ، منتقد ریچارد شارپ، (مکالمه شارپ) است که همراه با ساموئل راجرز و سر جیمز برجز (سر جیمز بره، بارون اول) پشتیبانی قابل توجهی از این تلاش کردند. مجموعه مقالات و سایر بخش‌ها تحت عنوان ناظر (۱۷۸۵)، پس از آن با ترجمه ابرها بازنشر یافت، در میان مقاله نویسان انگلیس قرار گرفت.
گفته می‌شود که او در حماسه اکسوداید (۱۸۰۷) و در رمانی به نام «جان دِلانکستر» با آقای جیمز باند بورگس همکاری کرد. علاوه بر اینها وی نامه ای را به اسقف آکسفورد در حمایت از پدربزرگش بنتلی نوشت (۱۷۶۷). دیگری به ریچارد واتسون، اسقف لانداف، در مورد پیشنهادش در مورد برابری درآمد و عواید کلیسا (۱۷۸۳). شخصیتی از لرد ساکویل (۱۷۸۵ در کتاب خاطراتش از ننگ نامردی انتقام می‌گیرد؛ و یک جزوه ناشناس، کورتیوس از خلیج فارس، در برابر دکتر Parr که قابل تجدید نظر است، نجات یافت. او نویسنده نسخه ۵۰ زبور داوود بود. تراکت در شواهد مسیحیت؛ و از دیگر قطعات مذهبی در نثر و شعر، جمله اول شامل «به همان تعداد خطبه‌هایی که حجم زیادی ایجاد می‌کند، برخی از آنها از منبرها نقل شده‌است». سرانجام، وی مجله ای کوتاه مدت انتقادی به نام لندن ریویو (۱۸۰۹) را ویرایش کرد که قصد داشت رقیب فصلنامه باشد.

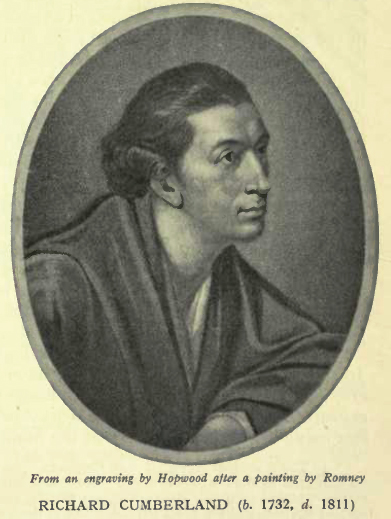

او پنجاه و چهار نمایشنامه داشت که شامل نمایشنامه‌های منتشر شده و منتشر نشده اوست. حدود ۳۵ مورد از این نمایشنامه‌های با قاعده است که به چهار تماشاخانه و یک نمایش خنده دار اضافه شده‌است. حدود نیمی از آنها خنده دار و کمدی است. حالت مورد علاقه او «کمدی احساسی» بود که طرح‌های درونی، به‌کارگیری بدیع پندهای اخلاقی و شوخی‌های خنده دار را در هم آمیخته‌است. او نمایشنامه‌های خود را به دور از «چیزهای ساده، شایسته فرهنگ انگلیس» می‌نویسد و از «مرحله ناپسند گالیک» می‌گریزد. او همچنین از سبک داستانهای احساسی افسانه ای، ساموئل ریچاردسون، هنری فیلدینگ و لورنس استرن الهام گرفت.
مطلب مورد علاقه او پاکدامنی و عفت در مصیبت یا خطر است، اما از پاداش آن در عمل پنجم اطمینان دارد. پایاترین شخصیت‌های او مردان با احساس و خانم‌های جوان عشوه گر و متظاهر هستند. توانایی خنداندن کامبرلند در اختراع شخصیت‌های برگرفته از «حاشیه فرمانروایی» نهفته بود و قصد داشت عناصر خوب اسکاتلندی‌ها، ایرلندی‌ها و استعمارگران را از تعصب انگلیسی برانگیزد. این نمایش‌ها بسیار میهن دوستانه هستند و از سنت‌های اخلاقی پیروی می‌کنند. اگر گفتگوی کامبرلند فاقد زیرکی و ویژگی‌های شخصیتی واقعی او باشد، به دلیل بینش کامبرلند در مورد اسرار اثر نمایشی، ساخت طرح‌ها معمولاً ماهرانه است. گرچه احساسات کامبرلند اغلب طاقت فرسا است، اما اخلاق او به‌طور کلی سالم است. اگر او بدون نیاز به شرط‌های لازم برای نبوغ برای بالا بردن درام ملی نبود، تمام تلاش خود را می‌کرد تا آن را ناب و مطبوع نگه دارد؛ و اینکه اگر او از دیگران الهام زیادی می‌گرفت یا از آثارشان قرض می‌گرفت، فقط از بهترین جنبه‌های کارهای نمایشنامه نویسان استفاده می‌کرد.
اولین نمایشنامه او یک نمایشنامه غم‌انگیز بود، "تباهی سیسرو"، که پس از اینکه دیوید گاریک آن را رد کرد، در سال ۱۷۶۱ منتشر شد در سال ۱۷۶۵ یک درام موسیقی به نام "داستان تابستان" دنبال شد و متعاقباً به یک پس زمینه آملیا (۱۷۶۸) فشرده شد. کامبرلند برای اولین بار در فیلم The Brothers (1769) کمدی احساسی را نوشت. این نمایش از تام جونز از هنری فیلدینگ الهام گرفته است. شخصیت‌های طنز آن، کاپیتان آیرونسیدز بذله گو و همسر سر بنجامین داو است که پیشرفت او در راستای ادعای خود کاملاً کمیک است. هوراس والپول گفت، این عمل به خوبی انجام شد، اما بیمار خواند، اگرچه او می‌تواند "سکته‌های آقای بنتلی" را تشخیص دهد.
سخن آخر از گریک تعریف کرد، کسی که به تولید کمدی دوم کامبرلند کمک کرد : The Western-Indian (1771). قهرمان آن، که احتمالاً مدیون پیشنهاد گاریک است، یک جوان بی ملاحظه و بی پروا از مناطق گرمسیری است، «با عرق نیشکر و شکر به اندازه کافی به او تعلق دارد تا همه آب در تیمز را به مشت برساند» - یک فاسد با غرایز سخاوتمندانه، که در پایان چیره می‌شود. این نمونه اولیه درام مدرن با استقبال مطلوبی روبرو شد. بودن آن را به آلمانی ترجمه کرد و گوته در آن در دربار ویمار نقش آفرینی کرد. عاشق خوش سلیقه(۱۷۷۲) یک کمدی احساسی است و همین‌طور مرد کولریک (۱۷۷۴) که در آدلفی ترنس تاسیس شد. کامبرلند خاطرات خود را در ۱۸۰۶–۰۷ منتشر کرد. جورج رامنی، که استعداد او کامبرلند را تشویق می‌کرد، پرتره خود را که در گالری پرتره ملی است ، نقاشی کرد.
از جمله کمدی‌های بعدی او می‌توان به موارد زیر اشاره کرد:
- کالیپسو (۱۷۷۹)
- پسر طبیعی (۱۷۸۵)، که در آن سرگرد اوفلاهرتی که قبلاً در فیلم The West-Indian بازی کرده بود، دوباره ظاهر می‌شود
- وکالت کشور (۱۷۸۷)
- The Impostors (1789)، کمدی فتنه
- مدرسه بیوه‌ها (۱۷۸۹)
- چالش Box-Lobby (1794)، یک مسخره طولانی است
- یهودی (۱۷۹۴)، درامی بسیار کارآمد وقتی تئودور دورینگ بازیگر بزرگ آلمانی "Sheva" را بازی کرد
- چرخ فورچون (۱۷۹۵)، که در آن جان فیلیپ کمبل یک بخش مشهور را در Penruddock ضد بشری یافت، که نمی‌تواند فراموش کند اما آموختن را می‌آموزد (شخصیتی که آگوست فون کوتزبو اعلام کرد از Menschenhass und Reue او به سرقت رفته‌است)، در حالی که ریچارد سوت در نقش وکیل طنز تیموتی وزل بازی می‌کرد
- عشق اول (۱۷۹۵)
- آخرین خانواده (۱۷۹۷)
- The Village Fete (1797)
- False Impressions (1797)
- کلمه ای برای طبیعت (۱۷۹۸)
- دختر ملوان (۱۸۰۴)
- اشاره به شوهرها (۱۸۰۶)، که برخلاف بقیه، در شعری خالی است.

سایر آثار چاپ شده در زمان زندگی او عبارتند از:
- یادداشت دست (۱۷۷۴)، مسخره ای است
- شاهزاده خانم پارما (۱۷۷۸)
- آهنگ‌هایی برای یک کمدی موسیقی، بیوه دلفی (۱۷۸۰)
- نبرد هاستینگز (۱۷۷۸)، فاجعه ای است
- Carmelite (1784)، یک درام عاشقانه خانگی در شعر خالی، به سبک داگلاس از جان هوم، صحنه‌های م effectiveثر برای سارا سیدونز و جان کمبل به عنوان مادر و پسر
- شوهر مرموز (۱۷۸۳)، یک درام داخلی منثور
- روزهای یور (۱۷۹۶)، یک درام
- ابرها (۱۷۹۷)
- Joanna of Mondfaucon (1800)
- یهودی موگادور (۱۸۰۸)

نمایشنامه‌های منتشر شده بعد از مرگ او (منتشر شده در ۲ جلد در سال ۱۸۱۳) شامل موارد زیر است:
- والون‌ها (کمدی، بازی در ۱۷۸۲)
- شوهر منفعل (کمدی، نقش یک کلمه برای طبیعت، ۱۷۹۸)
- عاشق عجیب و غریب (کمدی، بازی ۱۷۹۸)
- قطعنامه‌های عاشقان (کمدی، یک بار در سال ۱۸۰۲ بازی کرد)
- اعتراف، درامی نیمه تاریخی
- دون پدرو (درام، بازی ۱۷۹۶)
- Alcanor (تراژدی، مانند عرب، ۱۷۸۵ عمل کرد)
- تورنتال (تراژدی)
- سیبیل یا برادر بزرگتر (پس از آن با نمایشنامه‌های دیگر در این موضوع به یک تراژدی بسیار موفق برای ادموند کیان توسط پین پیوست)
- Tiberius in Capreae (نمایش حزن‌انگیز)
- The False Demetrius (تراژدی در موضوعی که شیلر را مجذوب خود کرد)

ابرهای ارسطوفان (۱۷۹۸) تیمون آتن ویلیام شکسپیر (۱۷۷۱) باندمن و دوک میلان فیلیپ ماسینجر (هر دو ۱۷۷۹).

### رمان‌ها
- آروندل (۱۷۸۹)
- هنری (۱۷۹۵) - در کتابخانه رمان نویسان بالانتین (۱۸۲۱) به چاپ رسید،
- جان دی لنکستر (۱۸۰۹)